# Sardaly
Sardaly (kirgisisch Зардалы) ist ein abgelegenes Dorf im kirgisischen Rajon Batken des Oblus Batken mit 256 Einwohnern (Offizielle Schätzung 2021).
Die Siedlung bekam 2016 den Status eines Dorfes verliehen.

## Geographie
Das Dorf liegt im Südwesten Kirgisistans am Oberlauf des Flusses Soch. Sardaly ist Teil der Landgemeinde (ajyl okmutu) Kara-Bak mit Sitz im Dorf Kara-Bak.

## Infrastruktur
Die einzige Straße ins Dorf ist nicht asphaltiert und wird mehrmals im Jahr überschwemmt. Stromversorgung ist nicht ganzjährig vorhanden. 2022 wurde Sardaly ans Internet angebunden.